# 房総なのはな号
房総なのはな号（ぼうそうなのはなごう）は、東京都と千葉県館山市・南房総市を結ぶ昼行高速バス路線である。当記事では、新宿駅（バスタ新宿）発着の新宿なのはな号（しんじゅくなのはなごう）および2021年7月に「新宿なのはな号」に統合された新宿君津号（しんじゅくきみつごう）についても記載する。
現在は「房総なのはな号」「新宿なのはな号」ともに全席指定制のため、あらかじめ乗車券を購入しなければならない（統合前の「新宿君津号」の上り便は自由乗車制であった）。

## 概要

### 房総なのはな号
「房総なのはな号」は、東京駅と館山駅、安房白浜、休暇村館山、伊戸漁港を首都高速・東京湾アクアライン・館山自動車道・富津館山道路経由で結んでいる。
JRバス関東では支店ごとの独立採算性を重視しており、館山支店においても東京発の高速バス路線の一部を担当していたため、営業便による東京支店までの乗務員送り込みという目的で開設された路線である。1997年（平成9年）からの会員制バスの「サーフロード号」などとしての試験運行を経て、2000年（平成12年）6月3日より定期路線化された。翌2001年（平成13年）7月10日からは運行に日東交通が加わった。
JRバス関東の親会社である東日本旅客鉄道（JR東日本）が内房線で運行する特急「さざなみ」と比較して割安な運賃と、東京駅での乗り換えの便利さが好まれたことから、休日は軒並み満席状態となり、2台運行となる便も出るほどである。このことだけが理由ではないが、2015年（平成27年）3月14日のダイヤ改正で「さざなみ」が君津駅 - 館山駅間の定期運行を取りやめることとなった。
途中ほとんどの便が海ほたるPAで10分程度休憩していたが、その後変更となり、下り便は休憩は無く、上り便は安房白浜始発便（館山まで一般路線バスとして走る便を除く）のみが君津PAで休憩をする。その他の上り便は休憩は無し。また、一部の便は上総湊駅前と高速竹岡（現・国道竹岡）の両バス停を経由しないで通過する。その他の便は富津中央IC - 富津竹岡IC間で一般道を経由し、両バス停を通る。
また、一部のJRバス運行便では館山駅以遠が高速バスから一般路線の南房州線となり、白浜地区のホテル街や休暇村館山・伊戸漁港への乗り入れも実施されていたが、2024年4月8日のダイヤ改正で直通運行が終了した（館山駅以南も高速バスのまま運行）。館山駅 - 安房白浜間と館山駅 - 伊戸漁港間は、一般路線となるため相互乗降および定期券・回数券の利用が可能であった。ただし、通常の路線車両の乗降方法（前乗り前降り、整理券方式運賃後払い）ではなく、高速バス車両を使用するため、運賃前払いとなった。
運賃は車内運賃と事前購入で金額が異なり、事前購入のほうが割安となっている。乗車券はJRバス窓口、沿線の販売箇所のほか、高速バスネットでも購入ができる。事前購入では、通常期、繁忙期、最繁忙期で運賃が異なる。乗車券の電話予約はJRバス関東のみで受付。また、各区間の通勤用、通学用の定期券もJRバスの東京駅、館山駅で発売されている。
運行開始からしばらくは鋸南富山ICから国道127号を経由していたが、富津館山道路の全線開通に伴い流出インターが富浦ICに変更、「富山町物産センター富楽里」が「ハイウェイオアシス富楽里」に発展的解消を遂げ、同じく「富山町役場」（現・南房総市）は廃止された。
また、館山駅から安房白浜まで千倉町（現・南房総市）の停留所を経由せずにショートカットする特急便が存在していたが、現在では廃止されている。
2025年4月1日から、日東交通運行便も含め、車内運賃のみ交通系ICカードでの支払いが可能となった。

### 新宿なのはな号
「房総なのはな号」が好評であることに加え、現在までに南房総市で開催されるイベント（「南房総市ロードレース千倉」など）に合わせ、不定期で新宿駅発着の臨時便が運行された実績などが奏功し、東京駅よりも都内西部へのアクセスが至便な新宿駅と結ぶ新規路線の開設へと至り、2014年（平成26年）10月1日には新宿駅 - 館山駅間を東京湾アクアライン・館山自動車道・富津館山道路経由で結ぶ「新宿なのはな号」が運行を開始した。
当路線がJRバスにとっては木更津羽鳥野バスストップのある木更津市へ、日東交通にとっては新宿駅へ、それぞれ初乗り入れとなる。
運行開始当初は、全席自由席制（座席定員制）（新宿駅発最終便（ミッドナイト新宿館山号）のみ全席指定制）だったが、段階的に座席指定枠を拡大し、ダイヤ改正が実施された2015年3月14日より全席指定制に全面移行した。なお、当日に空席があれば車内で精算ができる。
運行開始後は開業記念として、正規運賃より100円（木更津羽鳥野発着の昼行便のみ） - 200円を割り引くキャンペーンが実施された（2015年3月13日乗車分まで）。
首都高速中央環状線の全線開通後は、2015年3月14日のダイヤ改正と同時に同区間経由へ変更し、所要時間の短縮が予定されていたが、認可手続きが、3月14日のダイヤ改正に間に合わず、改正後も従来通り首都高速都心環状線経由で運行された。その後、認可が正式に下りたことから、同年3月16日午後発の便より、改めて中央環状線経由に変更された。
また、2015年3月14日より、並行する房総なのはな号と運賃を共通化し、併せてかねてからの沿線自治体からの要望に応える形で通勤・通学各定期券のサービスが開始された。
新型コロナウイルスの影響により、2020年4月から長期間にわたって運行休止が続いていた「新宿君津号」（後述）を2021年7月22日に当路線に統合し、君津バスターミナルへの乗り入れを開始した。

### 新宿君津号
新宿駅 - 君津駅間を首都高速・東京湾アクアライン・館山自動車道経由で結んでいた。これまで、君津市内から新宿まで直通する高速バス路線は設定されておらず、君津市にとっては本路線が初の新宿行き路線となった。
新型コロナウイルスの影響により、2020年4月から長期間にわたって運行の休止が続いていることから2021年7月22日に本路線を「新宿なのはな号」に統合し、君津駅南口から杢師四丁目の停留所は乗降の取り扱いを休止した。

## 運行会社
- ジェイアールバス関東（館山支店・東京支店）
- 日東交通（館山運輸営業所）　
  - 「新宿君津号」は木更津営業所が担当していた。

## 運行系統および停車停留所

### 房総なのはな号
東京 - 館山・南房総千倉・安房白浜系統
東京駅（乗車は八重洲南口、降車は日本橋口） - （首都高速道路・東京湾アクアライン・アクアライン連絡道） - 富津浅間山バスストップ(※) - 国道富津浅間山(※) - （館山自動車道・富津館山道路） - 上総湊駅前(※) - 国道竹岡(※) - ハイウェイオアシス富楽里 - とみうら枇杷倶楽部 - 館山駅 - 南総文化ホール - 九重駅前 - 千倉駅前 - 南房総千倉 - 朝夷商工会 - 潮風王国 - 白浜郵便局前 - ライズリゾート(※) - リゾートイン白浜(※) - 南海荘(※) - 安房白浜
東京 - 館山・フラワーパーク・安房白浜系統（館山駅 - フラワーパーク・安房白浜間は一般路線扱い）
東京駅（乗車は八重洲南口、降車は日本橋口） - 富津浅間山バスストップ(※) - 国道富津浅間山(※) - 上総湊駅前(※) - 国道竹岡(※) - ハイウェイオアシス富楽里 - とみうら枇杷倶楽部 - 館山駅 - 安房神戸(※) - 相の浜(※) - 安房自然村(※) - フラワーパーク(※) - 根本(※) - 長尾橋(※) - 野島崎灯台口(※) - 安房白浜(※)
東京 - 館山・休暇村・伊戸漁港系統（館山駅 - 伊戸漁港間は一般路線扱い）
東京駅（乗車は八重洲南口、降車は日本橋口） - 富津浅間山バスストップ(※) - 国道富津浅間山(※) - 上総湊駅前(※) - 国道竹岡(※) - ハイウェイオアシス富楽里 - とみうら枇杷倶楽部 - 館山駅 - 宮城(※) - ファミリーオ館山前（旧・西大賀バス停）(※) - 安房塩見(※) - 西岬(※) - 休暇村館山前(※) - 坂田(※) - 洲の崎灯台前(※) - 伊戸漁港(※)
※：一部便のみ停車。

### 新宿なのはな号
バスタ新宿（新宿駅新南口） - （首都高速道路・東京湾アクアライン・アクアライン連絡道） - 木更津羽鳥野バスストップ - 君津バスターミナル - 富津浅間山バスストップ - （館山自動車道・富津館山道路） - ハイウェイオアシス富楽里 - とみうら枇杷倶楽部 - 館山駅 - 宮城(※) - ファミリーオ館山前（旧・西大賀バス停）(※) - 安房塩見(※) - 西岬(※) - 休暇村前(※)
(※)：1往復のみ停車。

### 新宿君津号（廃止）
バスタ新宿（新宿駅新南口） - （首都高速道路・東京湾アクアライン・アクアライン連絡道） - 木更津羽鳥野バスストップ - （館山自動車道） - 君津バスターミナル - 杢師4丁目 - 君津市役所 - 君津駅南口

## 運行回数
- 房総なのはな号：1日18往復（JR13・日東5）
- 新宿なのはな号：1日14往復（JR10・日東4）

## 歴史
- 1999年（平成11年）10月1日 - 定期会員制として1日3往復で運行開始。ちなみにコース名は『南房総&海蛍海遊コース』だった。
- 2000年（平成12年）6月3日 - 定期路線バス「房総なのはな号」となり、1日4往復に増便（うち上り1本は館山駅発）[11]。
- 2001年（平成13年）7月15日 - 日東交通が新規に参入。1日7往復（JR5・日東2。全便安房白浜発着）に増便。バス停新設（上総湊駅前、高速竹岡、高速きょなん・ほた）。特急便（2往復）の運行開始。
- 2004年（平成16年）7月20日 - 1日10往復（JR7・日東3、うち下り最終便1本は館山駅行）に増便。バス停新設（ハイウェイオアシス富楽里）。日東交通便が富山町中心部を経由せずにこちらに停車するようになる。特急便廃止。
- 2005年（平成17年）11月1日 - 経路見直しでスピードアップ。バス停廃止（富山町物産センター富楽里〈道の駅富楽里〉、富山町役場）。
- 2006年（平成18年）
  - 3月20日 - 千倉町の南房総市への変更に伴い「千倉町役場前」を「千倉支所前」に名称変更。
  - 3月31日 - バス停廃止（高速きょなん・ほた）。
  - 7月1日 - 1日13往復（JR9・日東4、うち下り6本・上り5本は館山駅発着）に増便。
  - 12月15日 - 1日15往復（JR11・日東4、うち下り8本・上り7本は館山駅発着）に増便。
- 2007年（平成19年）
  - 3月16日 - 1日20往復（JR14・日東6、うち11往復は館山駅発着）に増便。
  - 7月5日 - 1日25往復に増便。館山自動車道全通に併せてルート変更。直行便（上総湊駅前・高速竹岡を通過、下り12本・上り11本）運行開始。
- 2008年（平成20年）7月1日 - 1日27往復（JR20・日東7、うち16往復は館山駅発着）に増便。これにより昼間時は30分ヘッドで運行。
- 2009年（平成21年）
  - 4月1日 - 1日30往復（JR23・日東7、うち23往復<繁忙日21往復>は館山駅発着）に増便。海ほたるPAでの休憩を廃止し、運行時間を短縮（安房白浜発東京行きの便を除く）。
  - 9月1日 - 安房白浜発着便の一部（3往復、うち下り1本は繁忙日運転）を白浜地区ホテル停車とする。
- 2010年（平成22年）4月19日 - 館山駅発着の一部便を館山リゾートエリアまで延長。安房白浜ホテルエリア経由便を増便。繁忙期のみ東京駅 - 館山駅直行便（1日3往復）を運行。
- 2011年（平成23年）
  - 4月1日 - 東日本大震災における被災地輸送実施のため、同年4月28日までの予定（のち4月19日までに変更）で一部便（1日11往復）を減便運行[12]。
  - 4月20日 - この日より運休便の一部運行を再開（同年4月29日 - 5月8日は通常運行）[13]。
  - 7月1日 - この日より平日・土休日・特定日の三本立てダイヤとなる。
  - 10月1日 - この日より平日・土休日の二本立てダイヤとなる。
- 2012年（平成24年）10月1日 - この日より館山駅発着の一部便を一般路線バスとして安房神戸経由で安房白浜まで延長（1日2往復）。併せて、休暇村前発着の一部便を館山駅発着に変更[14]。
- 2013年（平成25年）
  - 4月1日 - 館山駅発着の一部便を一般路線バスとして平砂浦ビーチホテルまで延長[15]。
  - 10月1日 - 平砂浦ビーチホテル発着の便を休暇村前発着、伊戸漁港発着、南房パラダイス
発着にそれぞれ変更。バス停新設（南房総千倉）[16]。
  - 12月11日 - 復刻デザインバス「赤いつばめ」を運行（1日2往復）[17]。
- 2014年（平成26年）
  - 2月17日 - この日をもって「なのはな号」における「赤いつばめ」の運行を終了[18]。
  - 4月1日 - この日より消費税率引き上げに伴い運賃を改定。併せて、運賃体系を「事前運賃」・「車内運賃」に細分化（早期購入割引、ネット購入割引は従来通り）[19]。
  - 8月8日 - この日より同年8月31日まで夜間便（1往復）を運行[20]。
  - 10月1日 - 「新宿なのはな号」が1日8往復で運行開始。当初は全席自由席であった[1]。「房総なのはな号」は下り始発便の繰り上げと最終便の繰り下げ、上り最終便の繰り下げをそれぞれ実施。また、安房白浜発着の一部便を南房総千倉発着に変更[21]。
  - 12月5日 - 「新宿なのはな号」の一部座席に指定制度を導入。
- 2015年（平成27年）
  - 3月7日 - 定期券（通勤用、通学用）を発売開始。利用開始は3月14日から[5]。
  - 3月14日 - 「新宿なのはな号」が全席指定制へ変更[5]。
  - 3月16日 - 「新宿なのはな号」が首都高速中央環状線経由へ変更（当初予定日は同月14日）。
- 2016年（平成28年）4月4日 - 「新宿なのはな号」新宿駅の発着場所をバスタ新宿（新宿駅新南口）に変更。
- 2017年（平成29年）4月1日 - 「新宿なのはな号」が1日11往復に増便、「新宿君津号」が運行開始（1日8往復）[22]。
- 2018年（平成30年）
  - 3月17日 - 「房総なのはな号」運行回数の見直し。あわせて、南房パラダイス発着の便を館山駅発着、休暇村前発着、伊戸漁港発着にそれぞれ変更[23]。
  - 4月28日 - JR担当便で青果を輸送する貨客混載の実証実験を開始[24]。
  - 5月11日 - 「房総なのはな号」金曜日の下り1本を休暇村前まで一般路線バスとして延長[25]。
  - 7月1日 - 「新宿君津号」上り便（新宿行）を自由席制に変更。
- 2019年（令和元年）10月1日 - 「房総なのはな号」直行便の23本と「新宿なのはな号」全便が同日から供用開始となる富津浅間山バスストップに、「房総なのはな号」一般道路経由系統の31便が同バスストップ近隣に新設される国道富津浅間山バス停に停車開始[26][27]。また、「高速竹岡」バス停を「国道竹岡」に名称変更[28]。スマホ定期券の取扱開始[29]。あわせて、消費税率引き上げに伴い、運賃を改定[30]。
- 2020年（令和2年）
  - 4月8日 - 新型コロナウイルスの影響により同年4月30日までの予定で「房総なのはな号」一部便（1日9往復）を減便運行[31]。
  - 4月13日 - 新型コロナウイルスの影響により、「新宿なのはな号」昼間便の一部と、「ミッドナイト新宿館山号」「新宿君津号」（全便）が当面の間運休。
  - 6月15日 - 一部便の運行を再開。1日16往復となる。
  - 10月1日 - 時刻改正。下り15本、上り13本となる[32]。
- 2021年（令和3年）
  - 5月10日 - 首都高速道路「呉服橋出入口」廃止に伴い、東京線上り便の運行経路・時刻を変更。
  - 7月22日 - 時刻改正。「房総なのはな号」が1日18往復となる（うち4往復は当面の間運休）。伊戸漁港発着を中止。「新宿君津号」を「新宿なのはな号」に統合。同日より「新宿なのはな号」が君津バスターミナルに乗り入れ（君津駅南口から杢師四丁目の停留所は乗降の取り扱いを休止）[9][33]。
  - 12月20日 - 「房総なのはな号」1往復の運行を再開。「新宿なのはな号」は1往復を休暇村前まで延伸[34]。
- 2022年（令和4年）
  - 4月14日 - 南房総市と東京ステーションホテルと共同で高速バスで南房総産農産物を「東京ステーションホテル」へ輸送の実証実験を開始
  - 5月20日 - 南房総市と東京ステーションホテルと共同で高速バスで南房総産農産物を「東京ステーションホテル」へ輸送を本格稼働[35]
  - 10月1日 - 安房白浜発着便、南房総千倉発着便各1往復を館山駅発着に短縮[36]。
- 2025年（令和7年）
  - 3月11日 - 道路付け替えにより「九重駅前」のバス停をバイパス沿いに移設[要出典]
  - 4月1日 - 「得割」の発売終了。車内運賃の新設。車内運賃支払い時に限り、交通系ICカード（Suica/PASMO等）での支払いが可能となった[37]。

## 使用車両
原則として、各社ともトイレ付き40 - 44人乗りハイデッカー車が使用される。このうちJRバス関東は、2013年（平成25年）導入車両より、携帯電話などが充電可能なコンセントを全席に装備している。

### 過去の車両
JRバス関東

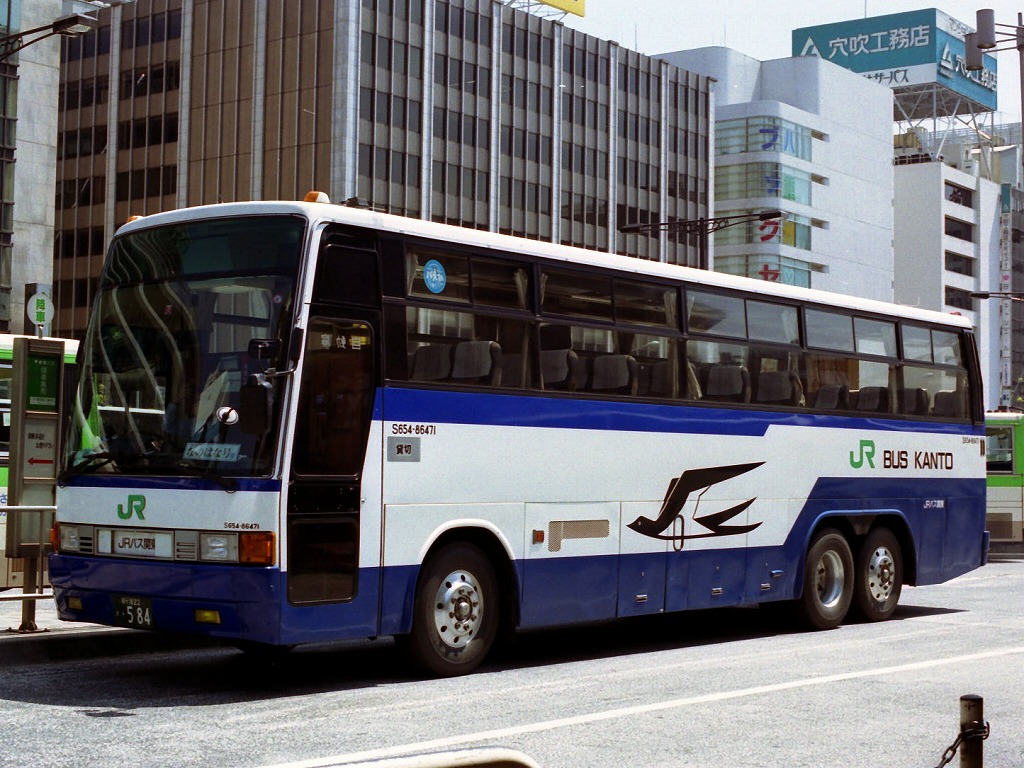
会員制貸切バスとして運行していた当時の「なのはな号」 （廃車済み）
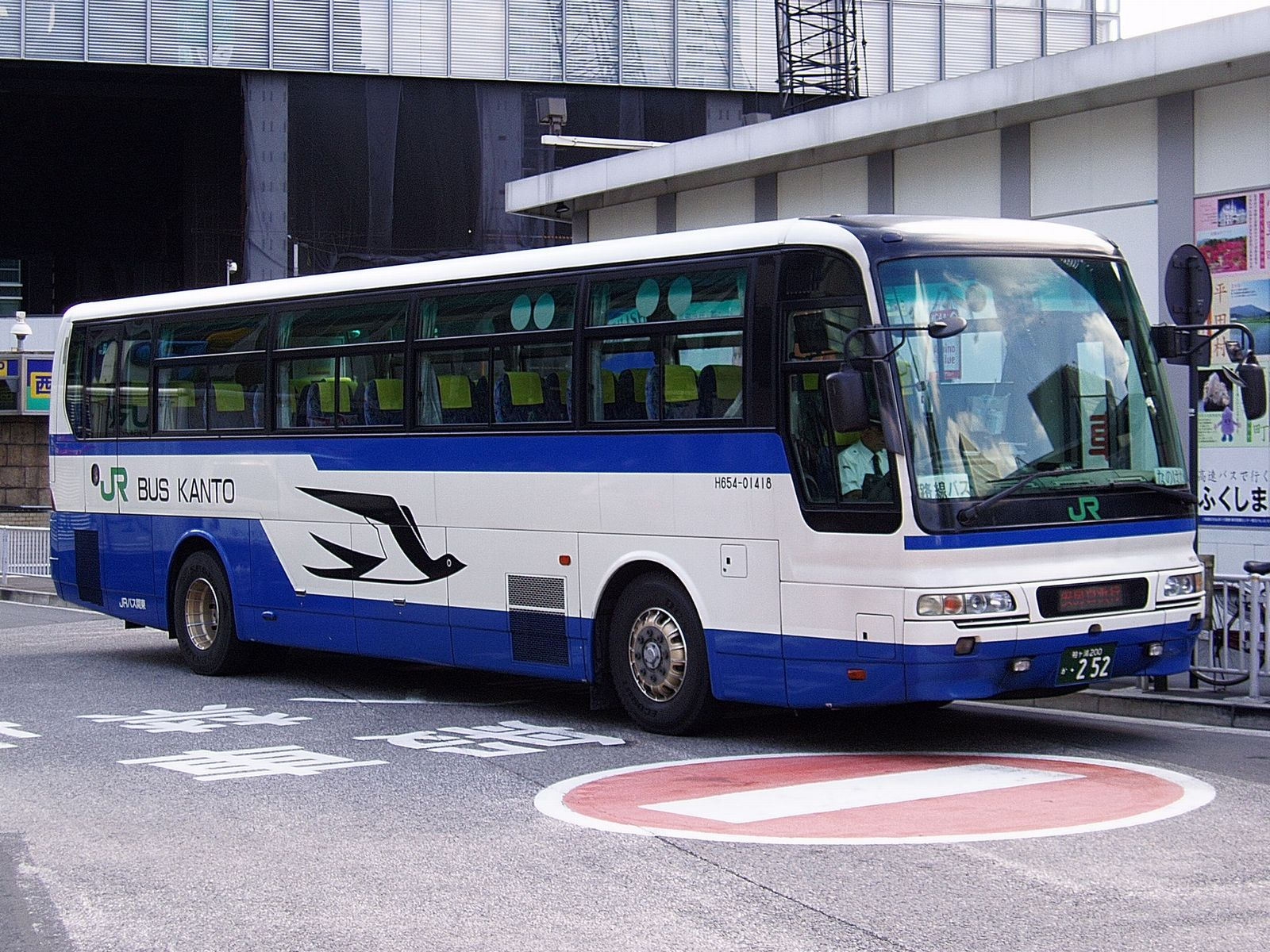
定期路線化後の車両 （他の支店に転属後に廃車）
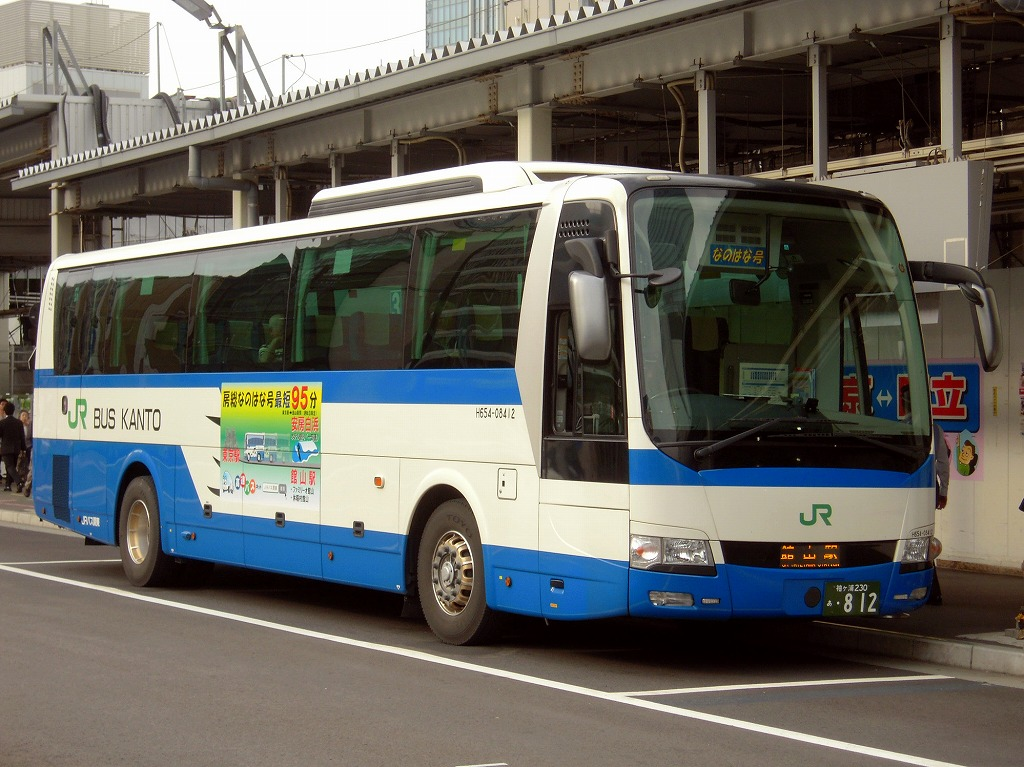
同
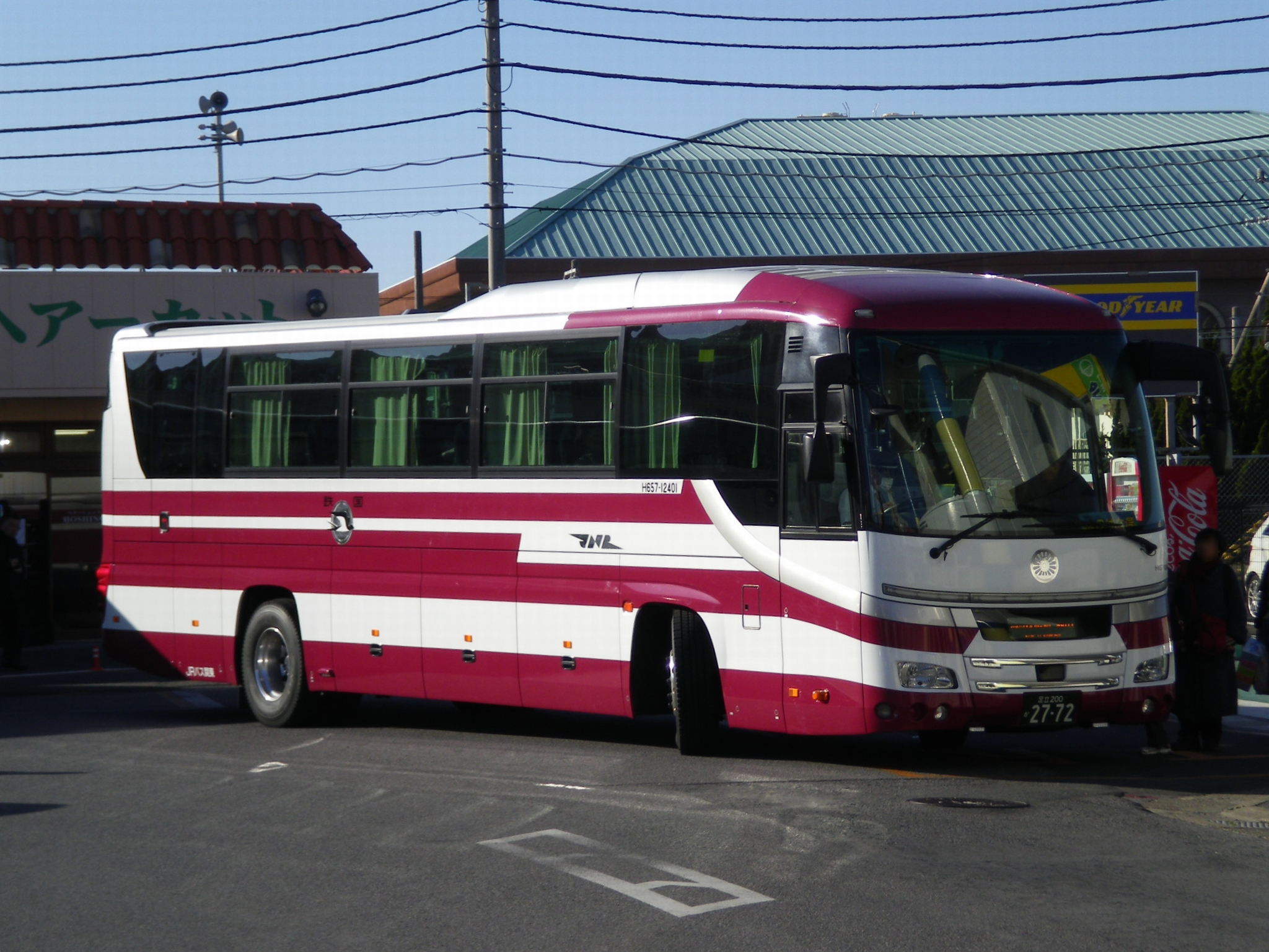
2013年12月から翌年2月まで運行されていた復刻デザインバス （現在は標準色に塗り替えられ他線で使用）

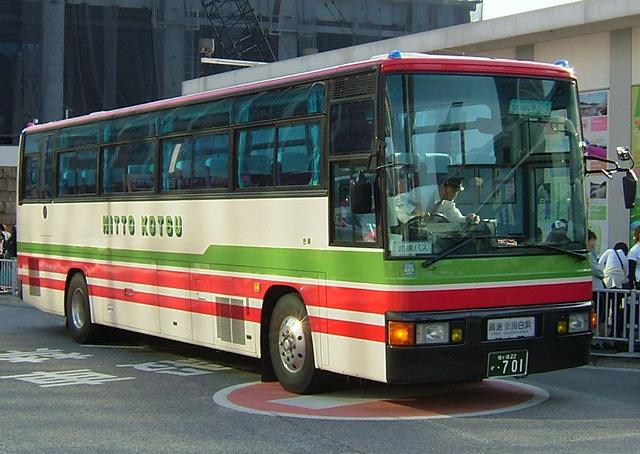
予備車 （伊豆箱根鉄道を経て、鴨川日東バスより移籍、廃車済み）

日東交通
- 予備車
（伊豆箱根鉄道を経て、鴨川日東バスより移籍、廃車済み）

## 付記

### 乗継割引制度（終了）
- 2013年（平成25年）4月1日のダイヤ改正まで乗継割引制度を実施していた（館山駅バス停で「房総なのはな号」とJRバス関東の一般路線バスを乗り継ぐ場合、一般路線バスの運賃が一律200円となる。）。
  - 高速バスから路線バスに乗り継ぐ場合、降車時に乗務員に申告して乗継券を発券してもらう。一般路線バス降車の際、路線バスの乗務員に乗継券を渡して乗継運賃200円を支払う。反対に路線バスから高速バスに乗り継ぐ場合、路線バス降車時に「房総なのはな号」の乗車券を路線バス乗務員への呈示・確認印押印後、乗継運賃200円を支払う。ただし、乗車券がない（申告・予約のみで発券していない場合）場合は割引が適用されない。なお、一般路線バスの運賃が200円に満たない場合は、通常運賃を支払う。

### その他
- JRバス関東の窓口で大人の休日倶楽部カードを呈示すると、片道運賃が1割引になる。ただし、他の割引との重複はできない。
- 2007年（平成19年）2月5日から4月1日までと2008年（平成20年）2月2日から3月30日まで、「房総なのはな号」と館山港 - 大島間を運航する東海汽船の高速船「セブンアイランド」を組み合わせた特別企画乗車券「御神火ストーリー 東京・大島連絡きっぷ」を発売していた。
- ハイウェイオアシス富楽里、とみうら枇杷倶楽部、南総文化ホール、千倉駅前、南房総千倉、潮風王国、安房白浜に高速バス利用者用の無料駐車場が設置されている。
- 2019年の台風15号では南房総地域でも多くの被害が発生した。この復旧活動において、館山市・南房総市と連携して、ジェイアールバス関東と日東交通ではボランティア活動者への移動支援として、2019年9月17日から10月27日まで社会福祉協議会のボランティア登録者に高速バスなのはな号の片道無償輸送の支援を実施した[38]。
- 館山若潮マラソンや南房総市ロードレース千倉の開催に合わせ、例年、大会当日に東京駅、バスタ新宿発、大会会場まで運行する「房総なのはな号」の直行臨時便を運行している[39][40][41]。

### 同様に乗務員送り込みを目的として開設された路線
- 上州ゆめぐり号（長野原支店担当）
- マロニエ新宿号（宇都宮支店・古河支店担当） - ※現在は佐野支店に移管
- 那須・塩原号（西那須野支店担当） - ※現在は佐野支店に移管
- 南アルプス号（中央道統括支店担当） - ※廃止

### 関連路線
- 南総里見号 - 千葉市 - 館山・白浜を結ぶ高速バス路線